# Jorge Pinto
Jorge Pinto (Porto, 1952) é um ator e encenador português, com carreira no teatro, televisão e cinema.

## História
Nasceu na cidade do Porto, em 1952. Foi aluno no Teatro Universitário do Porto, onde estudou com Óscar Cruz, Correia Alves e David Armité, e no Teatro Experimental do Porto com Júlio Castronuovo, M. Shelly e Augusto Boal.
Em 1970 iniciou a sua carreira como actor, na Rádio Televisão Portuguesa. Entre 1974 e 1985 fez parte da companhia do Teatro Experimental do Porto, tendo igualmente trabalhado com os teatros e as companhias TEAR, Os Comediantes, Seiva Trupe, Teatro Nacional de São João e a Casa da Música. Colaborou com grandes figuras da encenação nacional, como Moncho Rodriguez, Julio Castronuovo, Roberto Merino, Rogério de Carvalho, Fernanda Lapa, Toni Servillo, Jorge Silva Melo, Ricardo Pais, João Grosso, Nuno Carinhas e Carlos Pimenta. Destaca-se pela sua carreira abrangendo várias facetas do teatro, sendo, além de actor, também formador, autor, cenógrafo, encenador e tradutor de peças de teatro. Em 1977 começou a exercer como professor de teatro no ensino oficial, tendo igualmente ensinado na Academia Contemporânea do Espectáculo, no Balleteatro e noutras instituições no Norte do país, e sido responsável pelo Curso Superior de Teatro da Cooperativa de Ensino Superior Artístico do Porto. Em 1996 foi um dos fundadores da Sociedade de Actores Ensemble, onde exerce como director, em conjunto com a actriz Emília Silvestre. Nesta companhia também exerceu como intérpetre, por exemplo na produção Meio Corpo no Teatro Viriato em 2015, e no espectáculo Próspero em 2021, e como encenador, por exemplo na peça A Passagem. Um dos seus papéis mais destacados foi o do rei Lear numa adaptação da peça de William Shakespeare, que foi apresentada no Teatro Nacional de São João, em 2016, com encenação de Rogério de Carvalho. Foi considerado pelo crítico teatral Jorge Louraço Figueira como «o actor ideal para interpretar a personagem do Rei Lear em modo simultaneamente cómico e trágico», uma vez que era «capaz de aliar a vaidade do Lear inicial à exposição ao ridículo dos passos seguintes».
Também fez trabalhos para a televisão, incluindo a participação em várias peças de teatro e séries, além de dobragens e traduções. Fez igualmente carreira no cinema, tendo estado junto de realizadores de renome, como Joaquim Leitão, Daniel Schmidt, Margarida Cardoso, José Ávila e Margarida Gil.

## Carreira
- O Ser Sepulto - (1976) - Homem do Jornal
- Um Táxi na Cidade - (1981) - Rapaz (Episódio: A Passagem do Testemunho)
- Relação Fiel e Verdadeira - (1987) - Aires
- Zwischensaison - (1992) - Cozinheiro do Restaurante
- A Viúva do Enforcado - (1993)
- Os Andrades - (1994) - "Idalino Baptista"
- Clube Paraíso - (1994)
- Uma Vida Normal - (1994) - Queirós
- Adão e Eva - (1994) - Deputado
- Tentação - (1997) - Promotor
- Major Alvega - (1999) - Stalin/Schroder
- O Meu, O Teu e o Nosso - (1999) - Mário Carneiro
- Almeida Garrett - (2000) - Mousinho da Silveira
- Elsa, Uma Mulher Assim - (2001) - Vladimir
- A Costa dos Murmúrios - (2004) - General
- Até Amanhã, Camaradas - (2005) - Gaspar
- Triângulo Jota - (2006) - Pai de Nuno (Episódio: Guardado no Coração)
- A Esperança Está Onde Menos Se Espera - (2009) - presidente do clube na Damaia
- Sol de Inverno - (2013)
- Santa Bárbara - (2015) - Venâncio - episódio 5
- O Rei Lear (peça de teatro, TNSJ) (2016) - Rei Lear
- Bad Investigate (2018) - Diretor geral Adjunto
- Verão M (2018) - Óscar Pinto Lopes